# Yahualica de González Gallo
Yahualica de González Gallo é um município do estado de Jalisco, no México.
Em 2005, o município possuía um total de 22.920 habitantes.